# Vicia faba

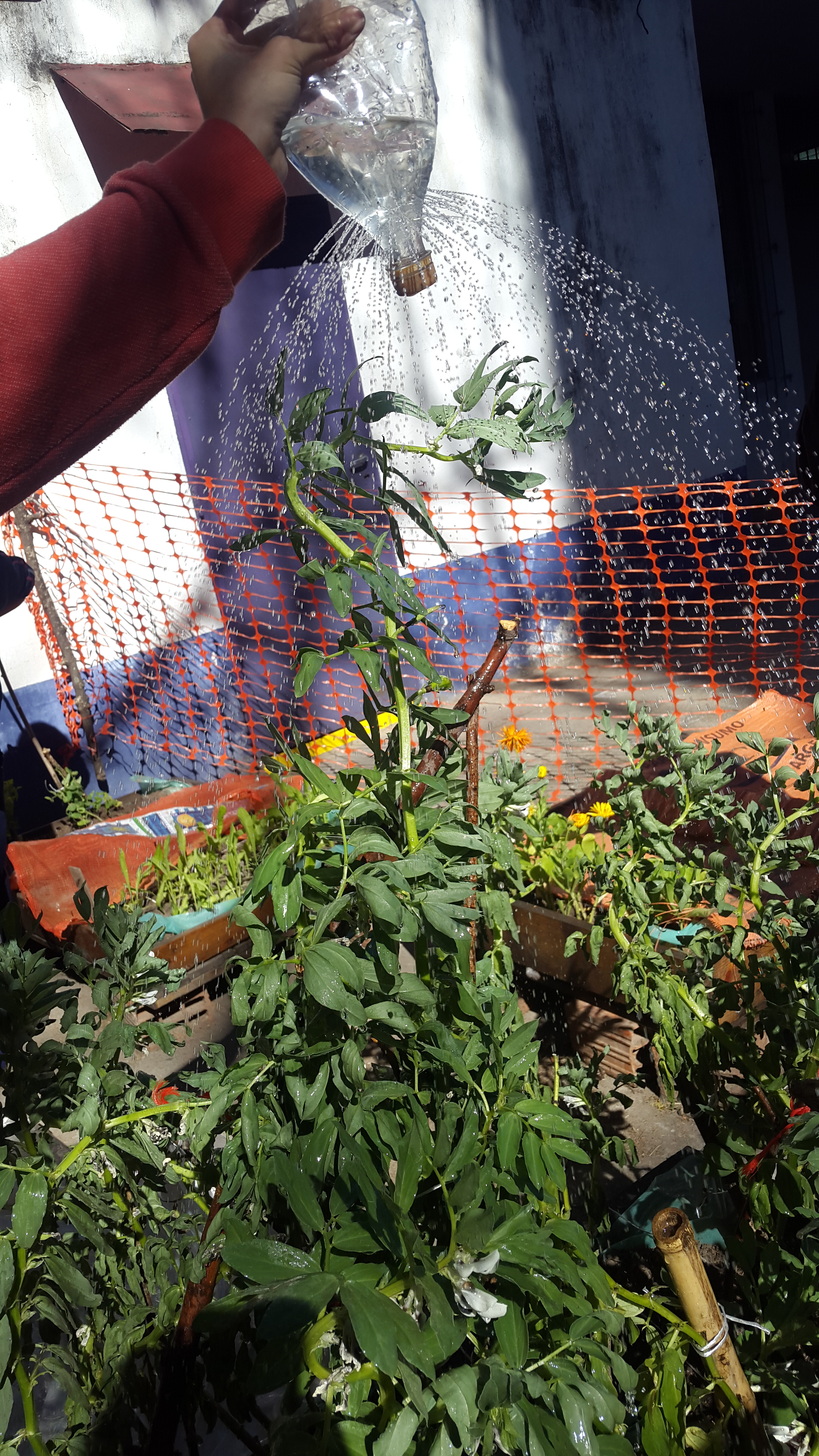
Planta de haba (Vicia faba), en un huerto urbano.

Vicia faba, comúnmente conocida como haba (también faba en algunos lugares) (vocablo usado también para sus frutos y semillas), es una especie de planta herbácea anual del género Vicia de la familia Fabaceae. Se cultiva desde tiempos inmemoriales para alimentación humana y animal. Es la especie tipo de la familia Fabaceae.

## Descripción
El haba tiene porte recto y erguido, con tallos fuertes y angulosos de hasta 1,6 m de altura. Sus hojas aparecen sobre el tallo en disposición alterna, son compuestas paripinnadas. Los foliolos tienen forma oval-redondeada, color verde oscuro. Como en otras especies del género Vicia, tienen un zarcillo terminal, pero en el haba este es rudimentario e inútil para trepar.

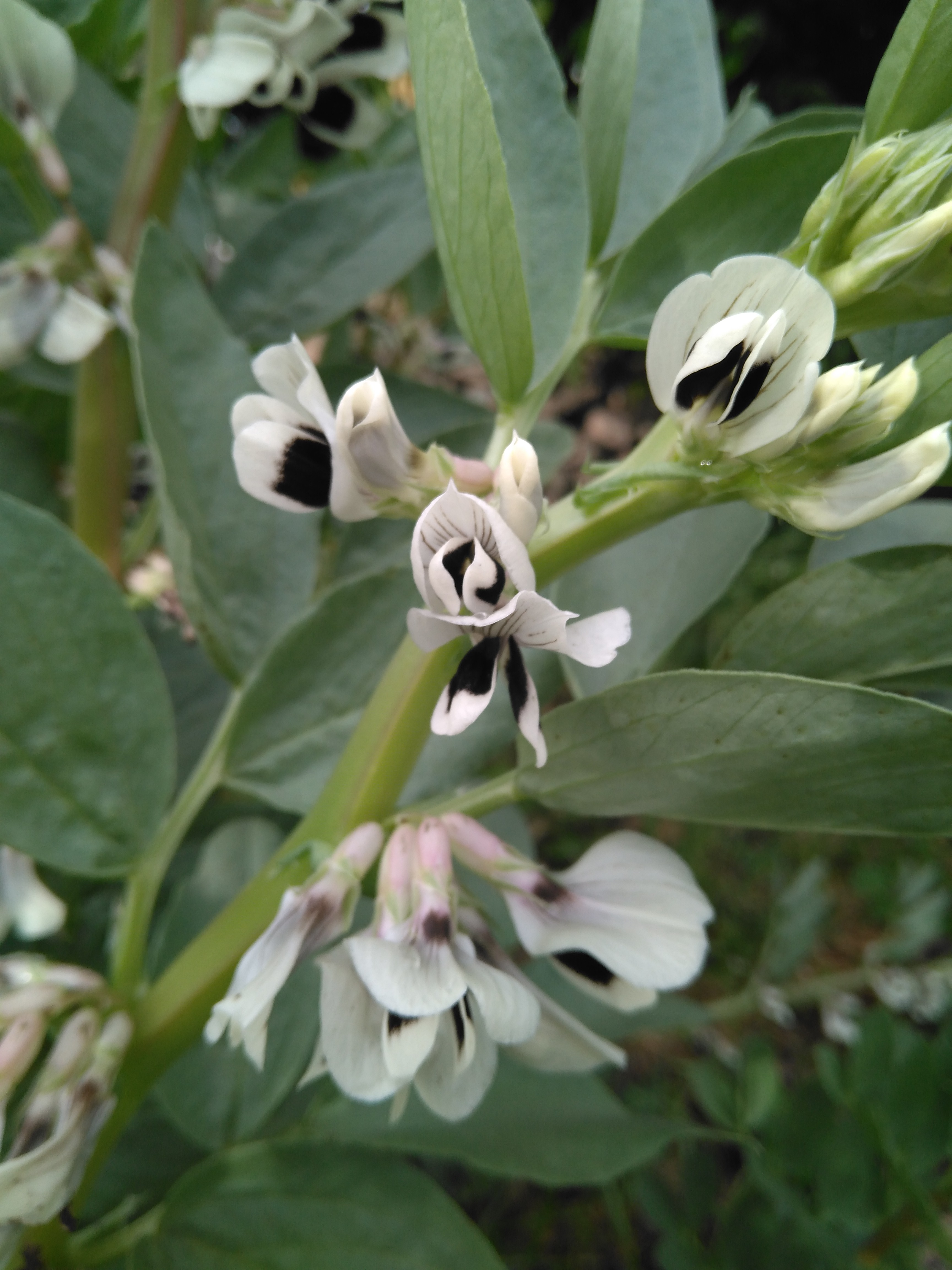
Flor de haba

Las flores se presentan agrupadas, de cinco a ocho, en el extremo de una corta espiga, que nace a su vez de la axila de las hojas superiores. Son grandes, comparadas con las de otras especies del género, alcanzan 4 cm. La corola es papilionácea, formada por cinco pétalos desiguales, blancos o algo amarillentos. Los dos pétalos laterales o alas tienen una mancha púrpura oscura o negra, angulosa. El pétalo superior o estandarte está surcado por venas radiales de color oscuro, de tono y anchura atenuados hacia el borde. Las flores son hermafroditas y autofértiles.
El fruto es una legumbre, en forma de vaina, con dos valvas unidas por sendas suturas, de sección casi cilíndrica o ligeramente aplastada, con las suturas muy poco resaltadas, indehiscente. Su tamaño no difiere mucho entre variedades, la longitud oscila entre 10 y 30 cm y la anchura entre 2 a 3 cm. La parte interna de la vaina está cubierta por un tejido esponjoso, de aspecto afieltrado, blanco, que protege las semillas y forma a modo de falsos tabiques que las separan. Dentro de esta vaina se ubican las semillas puestas en fila éstas más o menos aplastadas. La vaina, de color verde en estado inmaduro, se oscurece y se vuelve pubescente al secarse. Los granos en el interior de la misma varían entre dos y nueve.
Las semillas son reniformes, de tamaño más o menos grande, dependiendo también de la variedad, y de color verde amarillento que luego, al sobremadurar, se vuelve bronceado. También hay variedades de grano negruzco y morado.
El peso de una semilla es de uno a dos gramos. El poder germinativo dura de cuatro a seis años. En la semilla comercial el porcentaje mínimo de germinación es del 90% y la pureza mínima del 99%.
La raíz del haba crece en profundidad hasta alcanzar un largo similar al del tallo de la planta. Como otras fabáceas, los nódulos de la misma tienen la propiedad de fijar nitrógeno en el suelo; aunque hasta un 80% del mismo es consumido por la propia planta, el 20% restante mejora la fertilidad de la tierra, por lo que el cultivo se emplea en sistemas de rotación para fortalecer suelos agotados.

## Taxonomía
La especie fue descrita por Carlos Linneo y publicada en Species Plantarum, vol. 2, p. 737, 1753.
Sinonimia
- Faba bona Medik.
- Faba equina Medik.
- Faba faba (L.) House
- Faba major Desf.
- Faba minor Roxb.
- Faba sativa Bernh.
- Faba vulgaris Moench
- Orobus faba Brot.
- Vicia esculenta Salisb.
- Vicia vulgaris Gray[5]

Variedades
En Vicia faba var. equina las semillas son de tamaño mediano y chatas, pesando entre 0,7 y 1,1 g. Las vainas son moderadamente dehiscentes.
Las otras variedades descritas, elevadas por ciertos autores a especie, son meros sinónimos de la especie básica.

## Cultivo
Originaria de la cuenca mediterránea o del Asia central, hoy el haba se cultiva en todo el mundo. Los principales países productores son Australia, China, Egipto y Etiopía, a los que se deben cuatro quintos de la producción mundial. Está extendido su cultivo también en varios países de Europa y de América Latina (especialmente Bolivia, Chile, Ecuador, Perú y Venezuela), especialmente en zonas frías y templadas. La temperatura óptima está en torno a los 15 °C.
El haba se desarrolla bien en casi todos los tipos de suelo pero prefiere los que tengan un buen drenaje, aunque soporta también los arcillosos. Los suelos muy ligeros, húmedos o secos no le van bien; prefiere un pH entre 6 y 7,5. Requiere bastante humedad y unos 700 mm anuales de lluvia. No es particularmente fotófila, y al ser tolerante a las heladas en su desarrollo temprano se adapta a las condiciones de las zonas de montaña.
La producción de habas verdes en España en el año 2022 fue de  43.606 toneladas.
Abonado
No es planta exigente en abonos, pero responde muy bien a los abonados fosfopotásicos y al azufre, ya que este con el nitrógeno y el fósforo son componentes esenciales en la mayoría de las proteínas, y al tener esta planta en su composición una fuerte proporción de proteínas, el azufre le es un elemento importantísimo.
Aunque la planta puede fabricar el nitrógeno que necesita a partir de los nódulos formados por el Rhizobium, siempre es conveniente aportar al principio del cultivo algo de nitrógeno, puesto que en los primeros estados de desarrollo de la planta los nódulos todavía no pueden suministrarle el nitrógeno que la planta necesita. Como abonos nitrogenados le van mejor el sulfato y el nitrosulfato amónicos por el azufre que ceden al suelo.

## Plagas y enfermedades

### Plagas

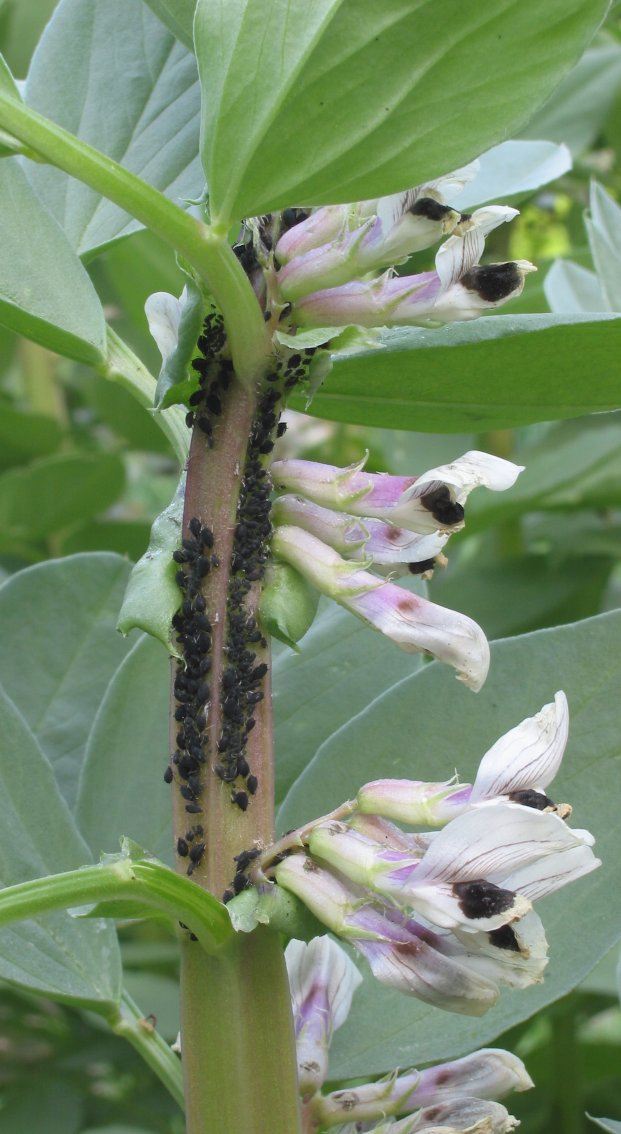
«Pulgón negro» atacando una planta de habas.

Las plagas más corrientes de las habas son:
- El pulgón negro (Aphis fabae). Ataca los extremos herbáceos de los tallos. Para evitarlos puede ser muy útil el despunte de los tallos. Tratamientos con Menazón, Malation, Dibrom, Fenitrothion, etc., dan muy buenos resultados.
- La sitona (Sitona lineatus), es un escarabajo curculiónido o gorgojo, que roe los bordes de las hojas dejándolas como festoneadas. Las larvas viven en el suelo. En general, tiene poca importancia. Con siembras tempranas se evita en parte su daño. Se combaten bien con Triclorfon, Carbaril, etc.
- El lixus (Lixus algirus), es otro escarabajo curculiónido cuya larva taladra el tallo secando la planta. Tiene poca importancia. Son convenientes tratamientos con Lindano, Triclorfón, etcétera antes de que los adultos hagan la puesta.
- El trips del guisante (Kakotrhips robustus) da lugar a unas hojas plateadas y vainas deformadas.

### Enfermedades
Entre las enfermedades más conocidas se encuentran:
- El mildiu (Peronospora viciae), que provoca manchas pálidas en las hojas, que más tarde se secan. Los tratamientos con caldo bordelés o fungicidas orgánicos (Zineb, Maneb, Mancoceb, etc.), producen buenos resultados.
- La roya (Uromyces fabae), da lugar a manchas decoloradas en las hojas, con pústulas de las que sale un polvillo negruzco. Para combatirla deben efectuarse tratamientos con Zineb, Ziram o Maneb.
- El mal del esclerocio (Sclerotinia sclerotiorum), hace que los tallos se presenten con un moho blanco algodonoso que produce su podredumbre. En las vainas y en las hojas se producen los mismos síntomas. Es conveniente arrancar las plantas atacadas, o bien efectuar tratamientos con Captafol + Folpet, TMTD, Captan + PCNB.
- Tienen gran importancia los ataques de la fanerógama parásita Orobanche crenata, el jopo, nativo en casi todos los lugares. No existe ningún remedio eficaz contra él. Únicamente se recomienda la rotación de cultivos y destruir las plantas parásito antes de que fructifiquen.

## Valor nutricional

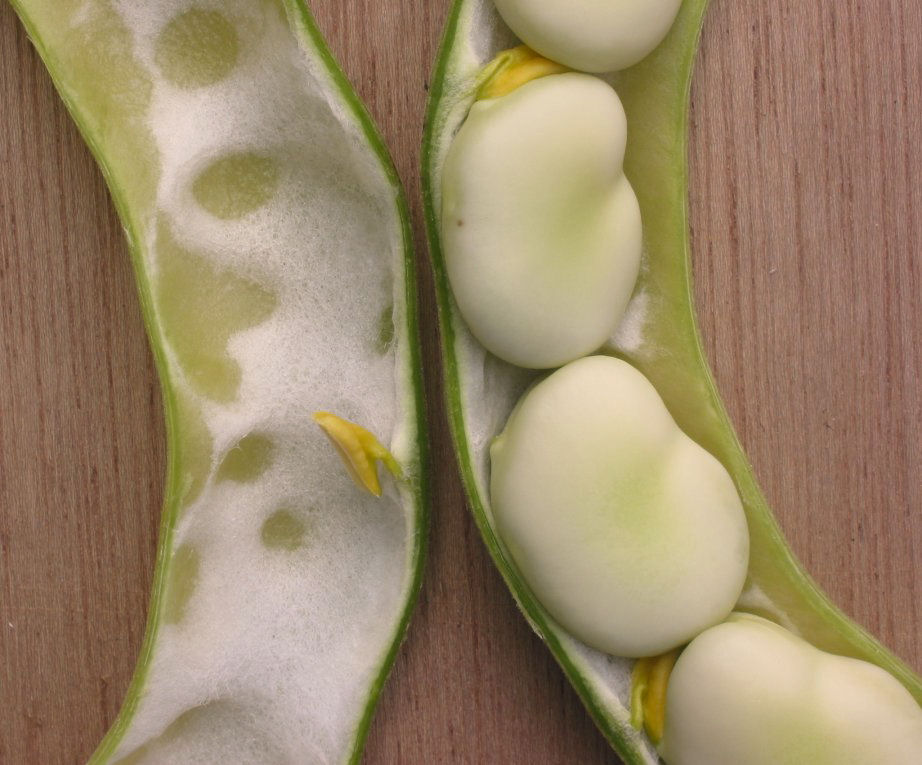
Semillas frescas de haba en su vaina.

La composición química para 100 g de habas frescas es la siguiente:
- Agua 65-70%
- Hidratos de carbono 17-20%
- Proteínas 7-9%
- Grasas 0,4-0,7%
- Celulosa 2,75%
- Sales minerales y vitaminas 2,50%

El pH oscila de 5 a 6; y cien gramos de producto fresco proporcionan de setenta a cien calorías.
Las sales minerales están representadas de la siguiente forma para cien gramos de producto fresco:
- Calcio 105 mg
- Potasio 1.390 mg
- Fósforo 600 mg
- Magnesio 240 mg
- Cobre 3 mg
- Hierro 2 mg

Las vitaminas están representadas de la siguiente forma:
- Vitamina A 200 U.I./100 g producto fresco.
- Vitamina B1 0,30 mg/100 g producto fresco.
- Vitamina B2 (riboflavina) 0,18 mg/100 g producto fresco.
- Niacina (ácido nicotínico) 1,80 mg/100 g producto fresco.
- Vitamina C 25,00 mg/100 g producto fresco.

## Aspectos relacionados con la salud humana

### Toxicidad de algunos componentes
Por lo general, las habas contienen fitohemaglutinina, una lectina que se encuentra de forma natural en plantas, animales y seres humanos. La mayoría de las concentraciones relativamente bajas de toxinas que se encuentran en V. faba pueden destruirse hirviendo las habas durante 10 minutos.
Las habas anchas son ricas en levodopa, por lo que deben evitarlas quienes toman inhibidores irreversibles de la monoaminooxidasa para prevenir una respuesta presora.

### Favismo
Las personas afectadas de  favismo deben evitar las habas, ya que contienen el glucósido alcaloide vicina que puede iniciar una crisis hemolítica. En la década de 1980 se identificó una mutación germinal de la alubia faba de bajo contenido en vicina-convicina y el rasgo se ha introducido en varios cultivares modernos. Las habas con bajo contenido en vicina-convicina son seguras para el consumo por parte de personas con deficiencia de G6PD. Desde 2019, se podrá utilizar un marcador molecular para el mejoramiento asistido por marcadores para reducir los niveles de vicina-convicina en las habas.

## Usos

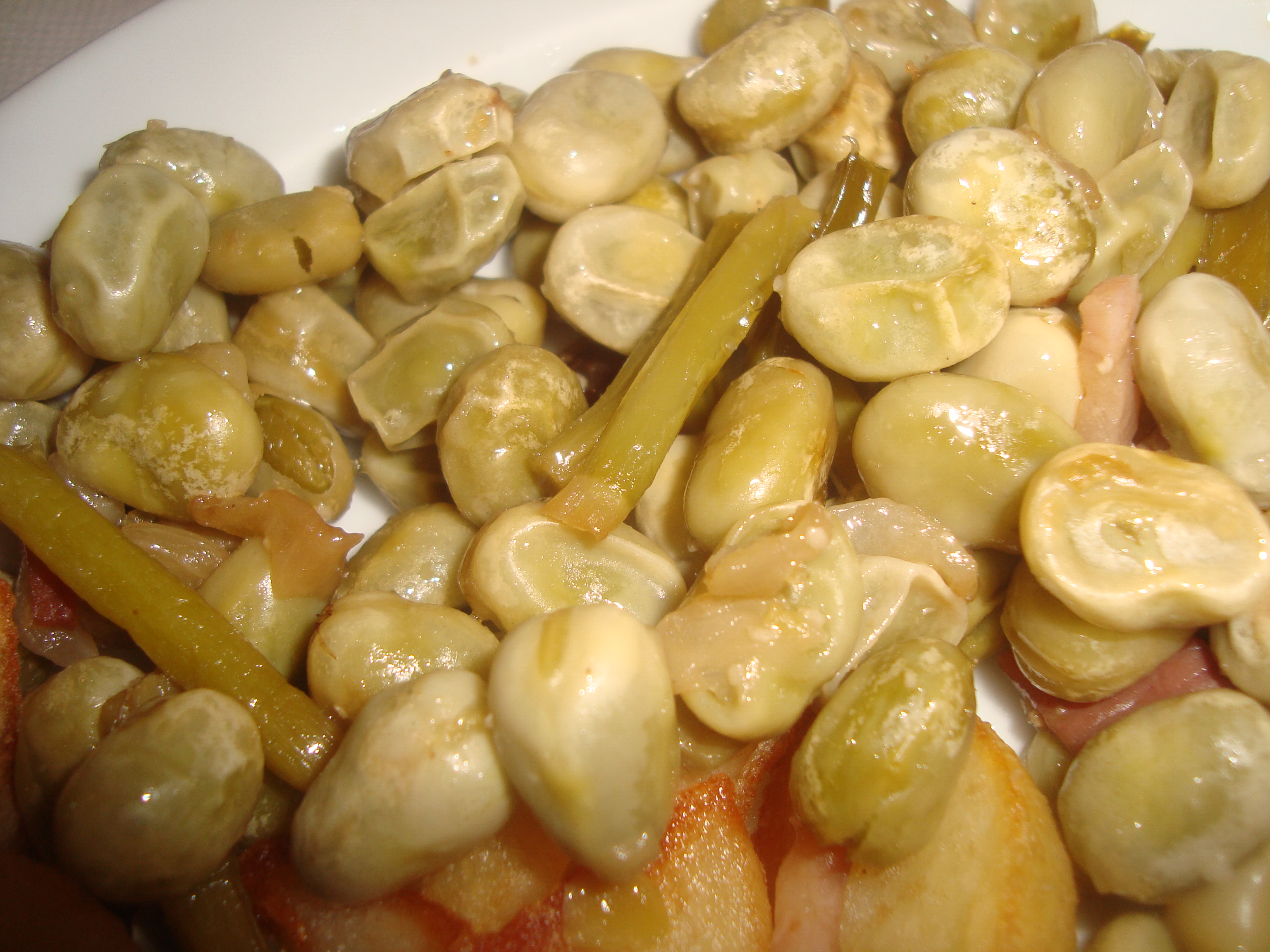
Habas cocidas servidas como tapa.

### Culinario

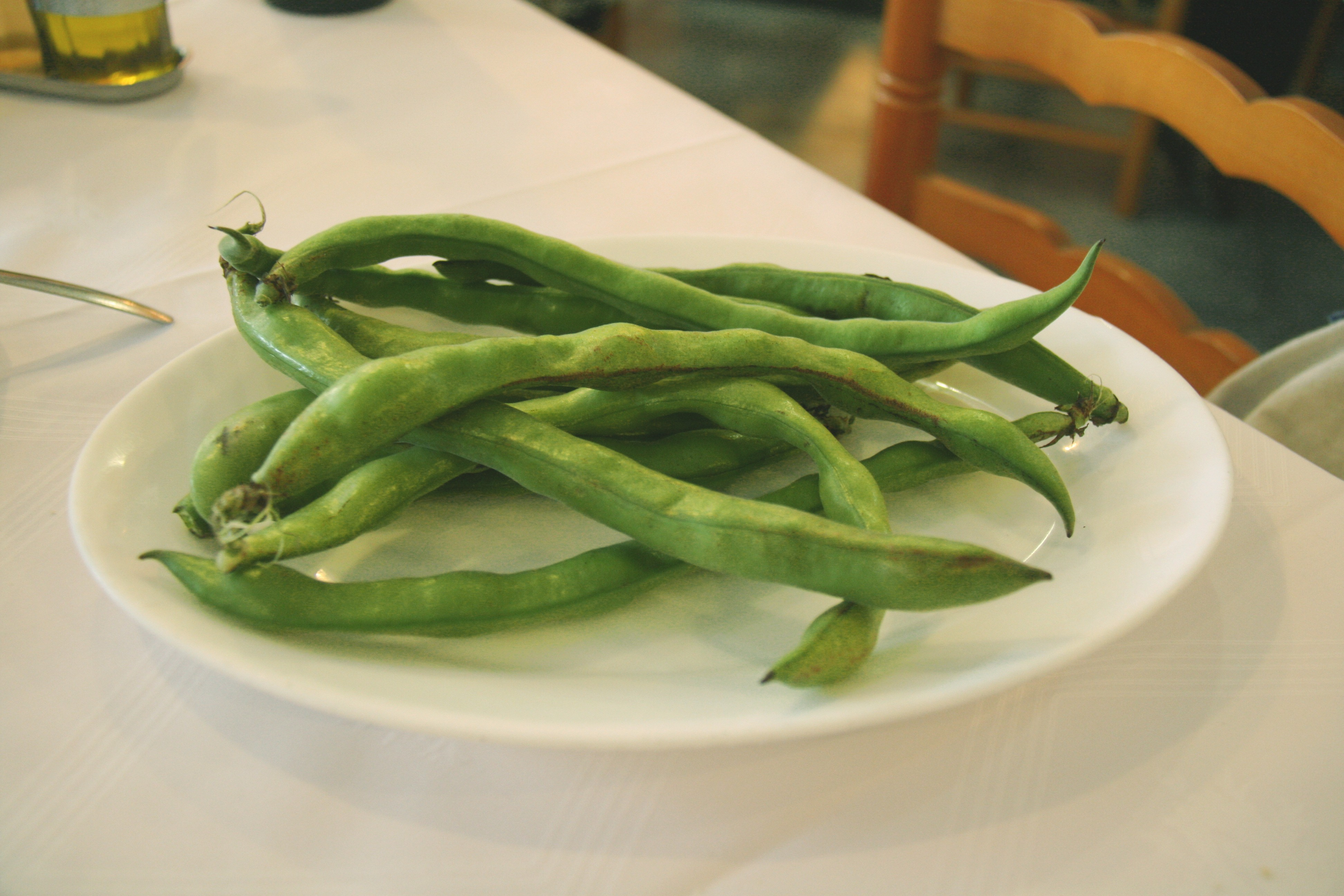
Habas frescas servidas como tapa.

Las semillas inmaduras se consumen como legumbre o secas como menestra. En algunas preparaciones suelen prepararse estofadas: un ejemplo son los michirones. Son ricas en carbohidratos y proteínas. A medida que maduran, endurecen y ganan en almidón, por lo que se deben recolectar antes de su maduración. Cuando el filum es de color oscuro o negro esto indica que ya no es recomendable para consumo humano.
Los meristemos de vicia faba son utilizados en análisis de toxicología, para el estudio de agentes tóxicos y genotóxicos.
Investigadores argentinos han logrado incorporar harina de habas a una pasta, lo que posibilita que se puedan elaborar espaguetis o pasta para personas que son intolerantes al gluten.

#### En Colombia
Las habas  son un alimento común en la mayoría de las regiones de Colombia, sobre todo en Bogotá, Nariño y Boyacá.

#### En Ecuador
Las habas cocidas al vapor (conocidas como habitas) con queso y maíz cocido, son comunes en las regiones de clima frío de Ecuador, especialmente en torno a la cordillera de los Andes y los alrededores de Ambato. También se consumen fritas con sal. 
En la gastronomía diaria, el haba sirve como ingrediente para la conocida y tradicional Fanesca en Semana Santa, así como en otros tipos de sopas como la tradicional sopa de haba.

#### En España
Las habas son un cultivo muy extendido en España. Los usos culinarios varían según las regiones, pero pueden utilizarse como legumbre principal en un guiso (habas estofadas, michirones, fabada), como complemento de otros platos (menestra, paella) o una vez cocidas en ensaladas. En algunas regiones pueden consumirse también inmaduras frescas (habones) o fritas y envasadas como aperitivo.
Las habas enzapatás, habas cocidas con poleo, culantro (cilantro), hierbabuena y ajos frescos, son un plato típico de la provincia de Huelva que se toma como aperitivo.

#### En Italia
En Cerdeña, las habas se cocinan tradicionalmente con manteca de cerdo, a menudo sustituida o acompañada de tocino o carne picada de cerdo.
En Roma, las habas son populares cocidas con cerdo o con alcachofas, como guarnición junto con cordero o cabrito, o crudas con Pecorino romano. El Fave e Pecorino es el plato tradicional de la comida campestre del 1 de mayo en Liguria, Toscana, Las Marcas, Umbría y Lacio.
En Sicilia, el Maccu es una sopa siciliana preparada con habas como ingrediente principal.
En Apulia, el puré de habas con achicoria silvestre es un plato típico.

#### En Malta

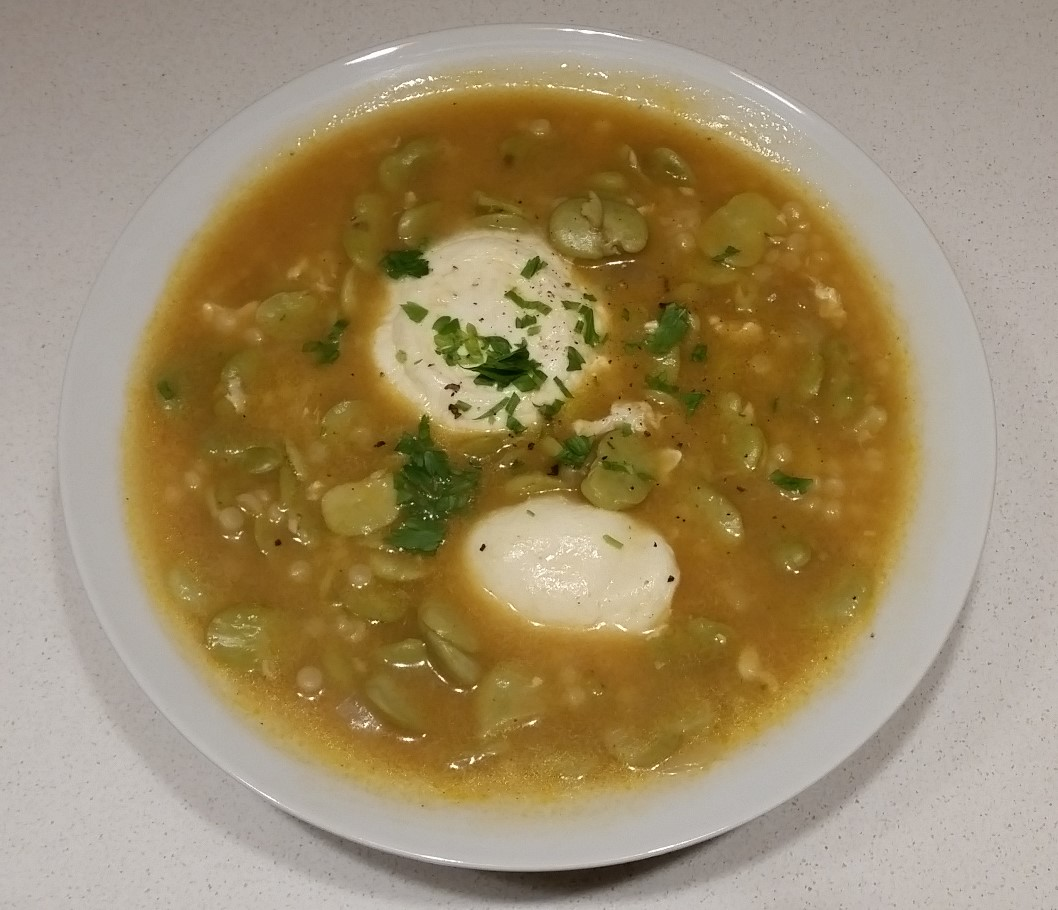
Las habas son el ingrediente principal del kusksu maltés.

Son el ingrediente principal del kusksu maltés, una sopa de verduras que contiene principalmente habas y granos de pasta. También se utilizan en un aperitivo llamado bigilla, donde se sirven en puré mezcladas con aceite de oliva, zumo de limón, ajo, perejil y menta. Se sirve con pan o galletas saladas.

#### En México
En México, las habas se suelen comer en una sopa llamada "sopa de habas". También se comen fritas, saladas y secas, como tentempié, solas o combinadas con otras habas secas saladas y frutos secos. También se comen en tlacoyos rellenos de haba.

#### En Perú
Las habas se consumen frescas o secas, tostadas, hervidas, asadas, guisadas o en sopa. Las habas son uno de los ingredientes esenciales de la "Pachamanca" en los Andes de Perú, y también son un aditivo para la "Panetela", que es un remedio casero para mantener alimentado e hidratado al niño en casos de diarrea o infección estomacal e incluso para el tratamiento del cólera.
Entre los platos peruanos con habas figuran:
- Ají de habas
- Saltado de habas
- El chupe de habas
- Ajiaco de Papas y habas
- Pachamanca
- Guiso de habas
- Shambar (sopa pesada, tradicional en Trujillo)

#### En Portugal

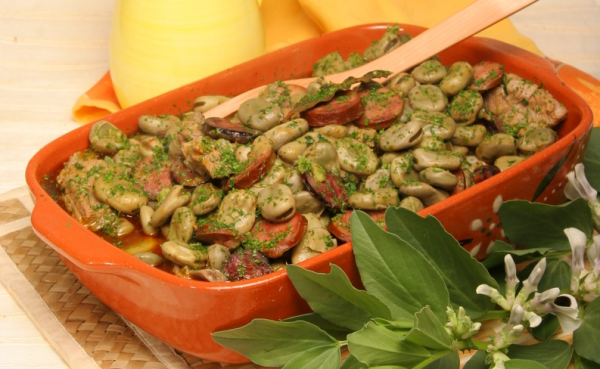
"Favas guisadas à Portuguesa", un guiso portugués de habas.

Las habas (en portugués: favas) se cultivan ampliamente en Portugal y son muy populares en todo el país. El plato más popular cocinado con favas es la "favada", un guiso con cebolla y carne de cerdo; dependiendo de la región del país, la carne de cerdo puede ser chorizo, tocino, lacón, costillas o una mezcla de varios de estos ingredientes. En el Alentejo se añade mucho cilantro al final. Además de la favada, las habas pueden servirse secas y fritas como aperitivo.

#### Tradiciones
Las roscas y roscones de reyes, comidas en fechas señaladas (San Valero, Reyes Magos) coincidentes con las fiestas paganas de la siembra, la recolección, la primavera, etc., suelen llevar una o dos sorpresas. Una solía ser una moneda o regalo favorable, y la otra, habitualmente desfavorable que obliga a pagar el roscón, consiste generalmente en una semilla de haba.

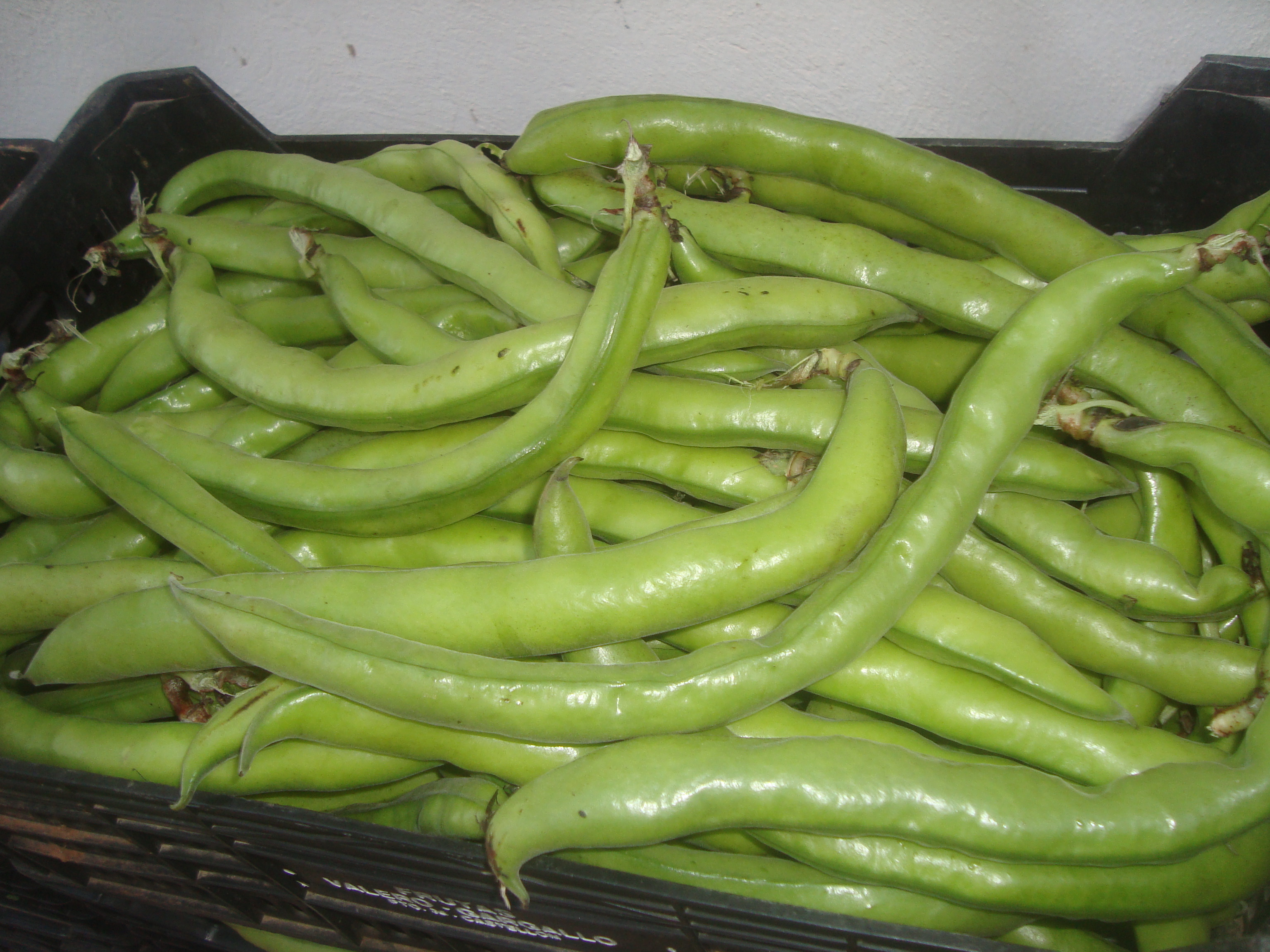
Cosecha de habas.

## Nombres comunes
- Alubia, alvera, cartuchillo, fabera, fabolines, haba (7), haba blanca, haba caballar, haba caballuna, haba castellana, haba cochinera, haba común (2), haba de Castilla, haba de Cúllar, haba de colmillo, haba de puercos, haba encarnada, haba gorda, haba grande (2), haba gruesa, haba mediana, haba moruna, haba negra, haba panesca, haba panesqueta, haba paniega, haba panosa, haba porcuna, haba porquina, haba redonda, haba tarraconense, haba tarragona, habas (5), habas caballares, habas de mayo, habas gordas, habas panosas, habera, habita, habita de Navarra, babatxikis (habatxikis), habones, habuca, habuco, jaba (2), jaruga y tabilla.

Las cifras entre paréntesis indican la frecuencia del vocablo en España.